# Paul Anderson (labdarúgó)
Paul Anderson (Leicester, 1988. július 23. –) angol labdarúgó, a Northampton Town csapatának középpályása.

## Pályafutása

### Nottingham Forest
Anderson a Liverpool csapatától érkezett a Nottingham Foresthez a 2008–09-es szezonban kölcsönjátékosként. Bemutatkozó mérkőzését 2008. október 18-án, a Queens Park Rangers ellen játszotta. A szezonban 26 mérkőzésen jutott lehetőséghez, és megbízható, gyors és pontos játékának köszönhetően 2009 nyarán 3 évre szerződtette a piros-fehér klub. 

## Statisztika
Utoljára frissítve: 2011. augusztus 30.
| Klub                        | Szezon  | Championship | Championship | FA-kupa | FA-kupa | Ligakupa | Ligakupa | Európai kupaporond | Európai kupaporond | Egyéb | Egyéb | Összesen | Összesen |
| Klub                        | Szezon  | Meccs        | Gól          | Meccs   | Gól     | Meccs    | Gól      | Meccs              | Gól                | Meccs | Gól   | Meccs    | Gól      |
| --------------------------- | ------- | ------------ | ------------ | ------- | ------- | -------- | -------- | ------------------ | ------------------ | ----- | ----- | -------- | -------- |
| Swansea City (kölcsön)      | 2007–08 | 31           | 7            | 3       | 0       | 2        | 1        | –                  | –                  | 5     | 2     | 36       | 8        |
| Nottingham Forest (kölcsön) | 2008–09 | 26           | 2            | 2       | 0       | –        | –        | –                  | –                  | –     | –     | 28       | 2        |
| Nottingham Forest           | 2009–10 | 34           | 4            | 1       | 1       | 2        | 1        | –                  | –                  | –     | –     | 37       | 6        |
| Nottingham Forest           | 2010–11 | 28           | 3            | 1       | 0       | 1        | 0        | –                  | –                  | –     | –     | 30       | 3        |
| Összesen                    |         | 119          | 16           | 7       | 1       | 5        | 2        | –                  | –                  | 5     | 2     | 131      | 19       |

## Külső hivatkozások
- Anderson adatlapja a Nottingham Forest oldalán